# Lee Chul-seung
Lee Chul-seung (n. 29 iunie 1972, Gimcheon⁠(d), Coreea de Sud) este un jucător de tenis de masă ce a reprezentat Coreea de Sud, medaliat olimpic. A participat la 4 ediții ale Jocurilor Olimpice (1992, 1996, 2000, 2004) în care a câștigat o medalie de bronz.